# 日本画像医学会
日本画像医学会（にほんがぞういがくかい、英文名 The Japanese Society of Medical Imaging）は、画像医学の研究を通じて医学の発展を図るため1981年日本臨床画像医学研究会として発足した学会（1986年、組織の規模拡大にともない改称）。
事務局を東京都港区赤坂9-1-7赤坂レジデンシャル483号に置いている。 

## 活動
- 学術大会の開催、機関誌の発刊、画像医学に関する各種シンポジウム・セミナー・講演会等への協賛など[1]

## 機関誌
- 『日本画像医学雑誌』（Japanese Journal of Medical Imaging）　年4冊